# KDIO
Koordinaten: 45° 18′ 19″ N, 96° 26′ 44″ W
KDIO (auch bekannt als Home of Real Country) ist ein US-amerikanischer lokaler Country-Musik-Hörfunksender in Ortonville im US-Bundesstaat Minnesota. Betreiber und Eigentümer ist Armada Media - Watertown, Inc. KDIO ist auf der Mittelwelle-Frequenz 1350 kHz empfangbar.